# درايدن غودوين
درايدن غودوين (بالإنجليزية: Dryden Goodwin)‏ هو مصور بريطاني، ولد في 1971.